# Хоружівка (Роменський район)
Хору́жівка — село у Роменському районі Сумської області. Входить до складу Недригайлівської селищної громади. Населення становить 813 осіб. Батьківщина 3-го Президента України Віктора Ющенка.

## Географія
Село Хоружівка знаходиться на березі річки Хусь, нижче за течією на відстані 1,5 км розташоване село Кулішівка. На річці і струмках, що протікають по селу, зроблено кілька загат. На відстані 1 км розташоване село Спартак.
Відстань до райцентру становить близько 40 км і проходить автошляхом Н07.

## Історія
Біля північно-східної околиці села виявлено поселення ранньої залізної доби.
Перша письмова згадка про село Хоружівка датується 1708 роком.
Населення села на 1979 становило 1420 осіб.
Село постраждало внаслідок геноциду українського народу, проведеного урядом СРСР в 1932—1933 та 1946—1947.
12 червня 2020 року, відповідно до розпорядження Кабінету Міністрів України № 723-р «Про визначення адміністративних центрів та затвердження територій територіальних громад Сумської області», село увійшло до складу Недригайлівської селищної громади.
19 липня 2020 року, в результаті адміністративно-територіальної реформи та ліквідації Недригайлівського району, село увійшло до складу новоутвореного  Роменського району.

## Населення
Згідно з переписом УРСР 1989 року чисельність наявного населення села становила 1070 осіб, з яких 442 чоловіки та 628 жінок.
За переписом населення України 2001 року в селі мешкало 819 осіб.

### Мова
Розподіл населення за рідною мовою за даними перепису 2001 року:
| Мова       | Кількість | Відсоток |
| ---------- | --------- | -------- |
| українська | 801       | 98.52%   |
| російська  | 12        | 1.48%    |
| Усього     | 813       | 100%     |

## Економіка
- До недавнього часу в селі знаходилася центральна садиба колгоспу «Батьківщина», за яким був закріплений 7971 га сільськогосподарських угідь, у тому числі 5861 га орної землі. Вирощували зернові (в основному пшеницю і ячмінь) і технічні (переважно цукровий буряк) культури. Було розвинене м'ясо — молочне тваринництво.
- В 1996–1997 рр. колгосп збанкрутував. В даний час землею і фермами в селі на правах оренди володіє агрофірма «Хоружівка» Петра Ющенка (рідного брата Віктора Ющенка). Самому Вікторові Ющенку належить ділянка землі розміром 4,98 га.

## Об'єкти соціальної сфери
- Школа.
- Будинок культури.

## Пам'ятки
- У Хоружівці споруджено пам'ятник загиблим радянським воїнам-визволителям і меморіальний комплекс на честь полеглих селян.
- На території села розташоване поселення Черняхівської культури III—V століть.
- Восени 2006 року в Хоружівці за участю Віктора Ющенка було урочисто відкрито Меморіал «Трагічні жнива», що присвячений жертвам Голодоморів.
- Церква святого Андрія Первозванного

## Відомі люди
У цьому селі народились:
- Томас де Гартман, нар. як Гартман Фома Олександрович (1885—1956) — відомий у світі композитор, піаніст
- Горобець Юрій Іванович — фізик, доктор фізико-математичних наук, професор, член-кореспондент АПН, заслужений діяч науки і техніки України.
- Кашуба Володимир Несторович (1900—1963) — генерал-лейтенант танкових військ, Герой Радянського Союзу.
- Литвиненко Іван Данилович (1891–1947) — полковник Армії УНР, вчитель офіцерських шкіл УПА. Лицар Залізного хреста УНР.
- Панасенко Федір Лукич (1926-2002) — український актор.
- Сапсай Володимир Іванович (27 квітня 1962 — виконувач обов'язків Голова Сумської державної адміністрації (2006 р.).
- Цис Василь Трохимович — Герой Радянського Союзу.
- Шульженко Борис Сергійович — 1-й заступник голови КДБ при Раді Міністрів Української РСР, генерал-майор.
- Щусь Федосій Юстинович — український повстанець, «права рука» Нестора Махна.
- Ющенко Віктор Андрійович — Президент України (2005—2010)
- Ющенко Петро Андрійович — депутат України, старший брат Віктора Ющенка.
- Ющенко Олекса Якович — український поет, прозаїк, заслужений діяч мистецтв України.